# Chilam Balam
Cet article traite des livres mayas. Pour la voie d'escalade voir Chilam Balam (escalade)

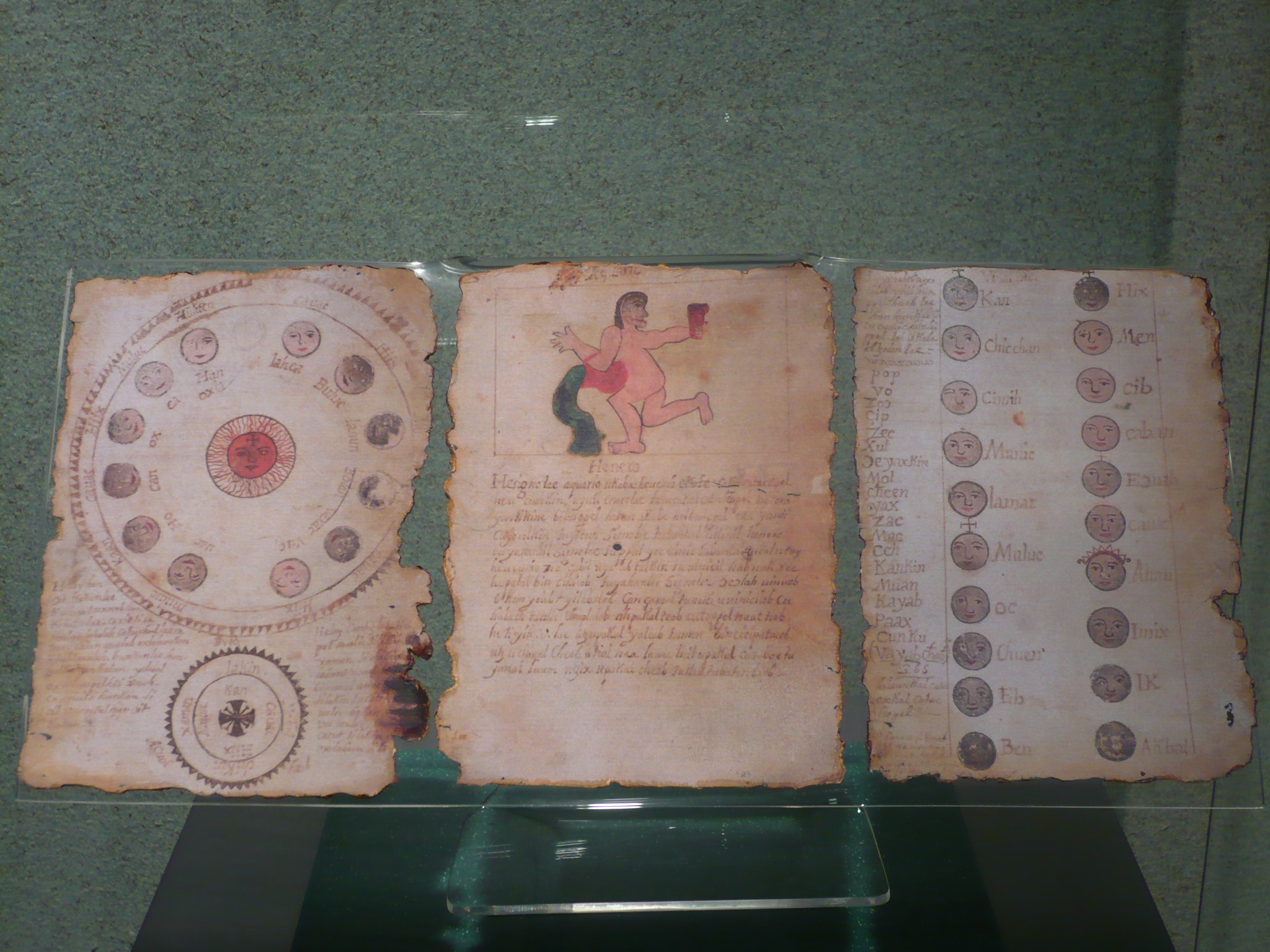
Copie du Livre du Chilam Balam d'Ixil exposé au Musée national d'anthropologie de Mexico.

Les livres de Chilam Balam sont des manuscrits mayas rédigés au Yucatan au cours des deux siècles qui ont suivi la conquête espagnole. Ils sont écrits en yucatèque, mais en caractères latins. Leur nom vient des mots «chilan» (le n se change en m devant la lettre b) qui signifie «prophète, devin» et de «balam» qui signifie «jaguar».
«Chilam Balam» désignerait un individu, prêtre, prophète, chamane, qui aurait annoncé la venue des Espagnols. Pour les distinguer, on les nomme d'après la ville où ils ont été rédigés : on parle donc de Livre du Chilam Balam de Chumayel, Tizimín, Mani, Chan Cah, Káua, Tusik, Ixil, Tekax, Nah. Ceux de Hocaba, Nabula, Telchach, Tihosuco et Tixkokob  ont disparu.
Il existe également un recueil du XIXe siècle appelé codex Pérez, qui reprend des textes disparus. Ces écrits traitent du calendrier maya, de chroniques historiques, de prophéties et de mythes traditionnels comme le mythe de la création. Ils contiennent aussi des conseils et des recettes médicinales. On y trouve un mélange de concepts précolombiens et d'emprunts à la culture européenne.